# Nora (Nebraska)
Nora és una població dels Estats Units a l'estat de Nebraska. Segons el cens del 2000 tenia 20 habitants.

## Demografia
Segons el cens del 2000, Nora tenia 20 habitants, 10 habitatges, i 5 famílies. La densitat de població era de 20,3 habitants per km².
Dels 10 habitatges en un 30% hi vivien nens de menys de 18 anys, en un 50% hi vivien parelles casades, en un 0% dones solteres, i en un 50% no eren unitats familiars. En el 50% dels habitatges hi vivien persones soles el 40% de les quals corresponia a persones de 65 anys o més que vivien soles. El nombre mitjà de persones vivint en cada habitatge era de 2 i el nombre mitjà de persones que vivien en cada família era de 3.
Per edats la població es repartia de la següent manera: un 20% tenia menys de 18 anys, un 0% entre 18 i 24, un 35% entre 25 i 44, un 25% de 45 a 60 i un 20% 65 anys o més.
L'edat mediana era de 38 anys. Per cada 100 dones de 18 o més anys hi havia 60 homes.
La renda mediana per habitatge era de 12.250 $ i la renda mediana per família de 48.750 $. Els homes tenien una renda mediana de 21.250 $ mentre que les dones 28.750 $. La renda per capita de la població era de 21.310 $. Cap de les famílies estaven per davall del llindar de pobresa.

## Poblacions més properes
El següent diagrama mostra les poblacions més properes.